# فيولا فاربر
فيولا فاربر (بالألمانية: Viola Farber)‏ هي مصممة رقص وعازفة بيانو ألمانية، ولدت في 25 فبراير 1931 في هايدلبرغ في ألمانيا، وتوفيت في 24 ديسمبر 1998 في برونكسفيل في الولايات المتحدة.

## وصلات خارجية
- فيولا فاربر على موقع قاعدة بيانات برودواي على الإنترنت (الإنجليزية)